# Élections législatives de 1956 en Ille-et-Vilaine
Les élections législatives françaises de 1956 se tiennent le 2 janvier 1956. Ce sont les dernières élections législatives de la Quatrième république, après les élections de novembre 1946 et de juin 1951.

## Mode de scrutin
L'Assemblée nationale est composée de 626 sièges pourvus au scrutin proportionnel plurinominal suivant la règle de la plus forte moyenne dans le cadre départemental, sans panachage.
Le vote préférentiel est admis, en inscrivant un numéro d'ordre en face du nom d'un, de plusieurs ou de tous les candidats de la liste. Mais l'ordre ne pourra être modifié que si au moins la moitié des suffrages portés sur la liste est numéroté. Dans les faits les modifications ne dépasseront jamais les 7%.
La loi électorale du 7 mai 1951, dite loi des apparentements, reste en vigueur. Elle permet à la base une répartition des sièges à la représentation proportionnelle dans le département, mais si des listes « apparentées » avant le déroulement du scrutin obtiennent ensemble une majorité absolue de suffrages exprimés, elles reçoivent directement tous les sièges à pourvoir.
Dans le département d'Ille-et-Vilaine, sept députés sont à élire.

## Élus
| Député sortant                  | Parti | Parti    | Député élu ou réélu             | Parti | Parti     |
| ------------------------------- | ----- | -------- | ------------------------------- | ----- | --------- |
| Emmanuel d'Astier de La Vigerie |       | UP       | Emmanuel d'Astier de La Vigerie |       | UP        |
| Pierre-Henri Teitgen            |       | MRP      | Pierre-Henri Teitgen            |       | MRP       |
| Alexis Méhaignerie              |       | MRP      | Alexis Méhaignerie              |       | MRP       |
| Georges Coudray                 |       | MRP      | Alexis Le Strat                 |       | SFIO      |
| Guy La Chambre                  |       | CNIP     | Guy La Chambre                  |       | CNIP      |
| Pierre de Bénouville            |       | Rép. soc | Robert Nerzic                   |       | UFF       |
| Francis Samson                  |       | ARS      | Henri Dorgères                  |       | Réf. État |

## Résultats

### Résultats à l'échelle du département
- Un apparentement de type Front Républicain est concrétisé entre les listes SFIO et Rad-soc.
- Un apparentement de droite est conclu entre les listes CNIP et Rép. soc.

| Parti          | Parti          | Tête de liste                   | Résultats | Résultats | Appar. | Appar. | Sièges |
| Parti          | Parti          | Tête de liste                   | Voix      | %         | Voix   | %      | Nb.    |
| -------------- | -------------- | ------------------------------- | --------- | --------- | ------ | ------ | ------ |
|                | MRP            | Pierre-Henri Teitgen            | 65 598    | 21,85     | -      | -      | 2 1    |
|                | CNIP           | Guy La Chambre                  | 61 028    | 20,33     | 35 223 | 11,73  | 1      |
|                | Rép. soc       | Pierre de Bénouville            | 61 028    | 20,33     | 25 805 | 8,59   | - 2    |
|                | SFIO           | Alexis Le Strat                 | 50 636    | 16,86     | 26 432 | 8,80   | 1 1    |
|                | Rad-soc        | Abel Bourgeois                  | 50 636    | 16,86     | 24 204 | 8,06   | -      |
|                | UFF            | Robert Nerzic                   | 45 855    | 15,27     | -      | -      | 1 1    |
|                | UP-PCF         | Emmanuel d'Astier de La Vigerie | 40 119    | 13,36     | -      | -      | 1      |
|                | Réf. État      | Henri Dorgères                  | 33 736    | 11,24     | -      | -      | 1 1    |
|                |                |                                 |           |           |        |        |        |
| Inscrits       | Inscrits       | Inscrits                        | 373 322   | 100,00    |        |        | 7      |
| Votants        | Votants        | Votants                         | 309 886   | 83,01     |        |        |        |
| Abstention     | Abstention     | Abstention                      | 63 436    | 16,99     |        |        |        |
| Blancs et nuls | Blancs et nuls | Blancs et nuls                  | 9 626     | 3,11      |        |        |        |
| Exprimés       | Exprimés       | Exprimés                        | 300 260   | 96,89     |        |        |        |